# Louis Ombrédanne
Louis Marie Arsène Ombrédanne, né le 5 mars 1871 à Paris 11e, et mort le 4 novembre 1956 dans le 17e arrondissement de Paris, est un anatomiste et chirurgien français, spécialisé dans la chirurgie plastique et la chirurgie pédiatrique.
Pionnier de la lutte contre les mutilations des personnes intersexes, il s'y intéresse dans la première moitié du XXe siècle. Il a écrit dans les années 1930 plusieurs textes à ce sujet.

## Biographie
Louis Ombredanne fut d'abord prosecteur d’anatomie pendant 2 ans puis, en 1902, il devint chirurgien des hôpitaux de Paris. En 1907, il fut nommé professeur de chirurgie. De 1921 à 1940, il était le chef du département de chirurgie pédiatrique à l'Hôpital Necker.
Louis Ombredanne consacra ses recherches sur le développement de nouvelles méthodes de chirurgie. En 1906, il a été le premier à décrire l'utilisation du muscle petit pectoral pour la reconstruction du sein par mammoplastie après une mastectomie. Il a également présenté l'orchidopexie du scrotum pour la réparation chirurgicale d'une cryptorchidie des testicules.
Il pratiqua également la chirurgie orthopédique avec la chirurgie de la hanche avec réalisation de butée extra-articulaire et les ostéotomies de dérotation.
En 1941, Louis Ombredanne part à la retraite, et quitte l'Assistance Publique de Paris.

### Appareil Ombredanne

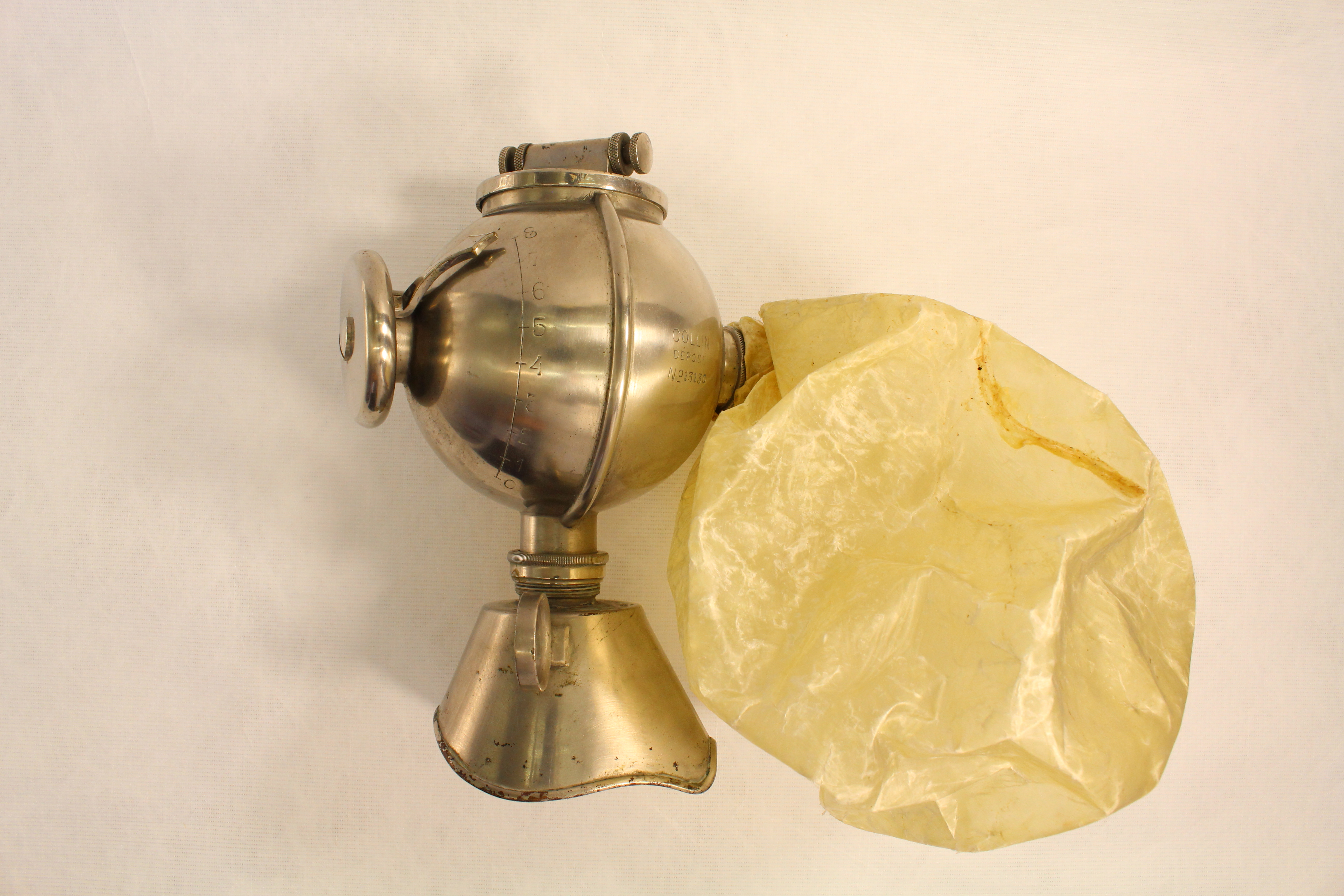
Masque d'anesthésie d'Ombredanne. Musée des Hospices civils de Lyon.

En 1907, après deux accidents mortels d'anesthésie, Louis Ombredanne créait un prototype d'appareil inhalateur d'anesthésique avec un dispositif de sécurité. L'appareil se composait d'un récipient en étain en tant que réservoir qui a été équipé d'un feutre pour absorber l'éther, une entrée d'air et une chambre de réserve respiratoire. Ce fut le seul type d'appareil 
d'anesthésie utilisé en France de 1907 à 1939. Cet appareil, surnommé appareil Ombredanne, était encore utilisé dans les années 1960.
Louis Ombredanne, est nommé professeur agrégé en 1907. En 1910, il quitte  l'hôpital Saint-Louis pour l'hôpital Bretonneau. Durant la Première Guerre mondiale, il est  médecin-chef de l'hôpital de Verdun.

### Syndrome Ombredanne
En 1929, Louis Ombredanne donne une description de l'hyperthermie maligne, qui est une maladie pharmacogénétique du muscle squelettique de transmission autosomique dominante se manifestant sous forme de crise, dont la principale manifestation est une élévation de la température corporelle mettant rapidement en jeu le pronostic vital. L'hyperthermie maligne est également surnommée "syndrome Ombredanne".

### Chirurgie réparatrice
Louis Ombrédanne fut un spécialiste de la chirurgie réparatrice de l'hypospadias. Dans un livre qui lui est consacré, on peut y lire : "Louis Ombrédanne fut un des fondateurs de la chirurgie pédiatrique. Il fut l'inventeur de nombreuses techniques opératoires parmi lesquelles une place particulière tiennent celles concernant l'urologie infantile, telle que l'opération de l'hypospadias.". Le chirurgien prélève un greffon pour recréer le méat urinaire à sa place naturelle en bout du gland de la verge (pour exemple : urétroplastie par greffe de muqueuse buccale). L'opération se pratique, en général, de façon courante (vers 3-4 ans) et permet de retrouver un méat urinaire normal.

## Décorations
- Commandeur de la Légion d'honneur (30 décembre 1933)
- Croix de guerre 1914–1918

### Louis Ombrédanne
- 1909 : Maladies Des Mâchoires, collections Nouveau Traité De Chirurgie, tome XVI, éditions J.B. Baillière et Fils
- 1923 : "Le précis clinique opératoire de chirurgie infantile", éditions Masson et compagnie
- 1937 : "Le traité de Chirurgie Orthopédique", éditions Masson et compagnie